# Ernest Esclangon
Ernest Benjamin Esclangon (Mison, 17 marzo 1876 – Eyrenville, 28 gennaio 1954) è stato un matematico e astronomo francese.
Nel 1895, inizia a studiare matematica presso l'École normale supérieure dove si laurea nel 1898. Per finanziare i suoi studi di dottorato entra a far parte dell'Osservatorio di Bordeaux e insegna matematica all'università.
Durante la prima guerra mondiale, si occupa di balistica e sviluppa un nuovo metodo per determinare con precisione la posizione di un pezzo di artiglieria. Quando viene esploso uno sparo, alla bocca da fuoco si crea un'onda d'urto sferica, mentre il proiettile nella sua traiettoria crea un'onda d'urto conica. Studiando da lontano il suono della batteria d'artiglieria, Esclangon riesce a trovare la sua esatta posizione.
Dopo l'armistizio del 1918, Esclangon divenne direttore dell'Osservatorio di Strasburgo e professore di astronomia presso l'Università di Strasburgo l'anno successivo. Nel 1929, divenne direttore dell'Osservatorio di Parigi. Nel 1933, ha inventato un orologio parlante. È stato eletto membro della Accademia francese delle scienze nel 1929.
L'asteroide binario 1509 Esclangona porta il suo nome come pure il cratere lunare Esclangon.
Ernest è lo zio del fisico Felix Esclangon.